# مالونگ
شهر مالانگ (به سوئدی: Malung) در ناحیه شهری مالونگ-سلن در کشور سوئد واقع شده‌است. جمعیت این شهر ۵۴۶٫۵۲  نفر است.